# Томакомай

42°38′ пн. ш. 141°36′ сх. д. / 42.633° пн. ш. 141.600° сх. д.
Томакома́й (яп. 苫小牧市, とまこまいし, МФА: [tomakomai̥ ɕi̥]) — місто в Японії, в окрузі Ібурі префектури Хоккайдо.

## Короткі відомості
Розташоване на південному заході префектури, на березі Тихого океану. Центр целюлозно-паперової промисловості. З 1972 року в місті працює торговий порт. Станом на 1 жовтня 2008 року площа міста становила 561,49 км². Станом на 31 березня 2017 населення міста становило 172 590 осіб.